# Michniów
Michniów is een plaats in het Poolse district  Skarżyski, woiwodschap Święty Krzyż. De plaats maakt deel uit van de gemeente Suchedniów en telt 440 inwoners.